# August Hermann Knoop
August Hermann Knoop (* 6. Juni 1856 in Düsseldorf; † nicht vor 1908, vermutlich um 1919 in Planegg bei München) war ein deutscher Porträt- und Genremaler, der sich auf die Darstellung von Gesellschaftsszenen aus der Zeit des Rokoko spezialisierte.

## Leben
Knoop war der Sohn eines Kaufmanns. Er besuchte von 1876 bis 1880 die Kunstakademie München. Am 9. Oktober 1877 wurde er dort in die Antikenklasse eingeschrieben. In den Jahren 1886 bis 1888 ging er nach Paris in das Atelier von Fernand Cormon, dessen private Kunstschule in dieser Zeit talentierte junge Maler anzog. Anschließend ließ sich Knoop in München nieder, wo er sich auf Motive konzentrierte, die dem gesellschaftlichen Leben von Adeligen des 18. Jahrhunderts entnommen waren (Neorokoko). Ein weiterer thematischer Schwerpunkt Knoops waren Szenen mit Landsknechten und Adeligen aus der Zeit der Renaissance. Knoop ließ seine Werke kaum ausstellen, sondern verkaufte direkt an Privatleute und Kunstsammler, war aber auf einer Ausstellung des Glaspalasts München und in der Großen Berliner Kunstausstellung vertreten.

## Werke (Auswahl)

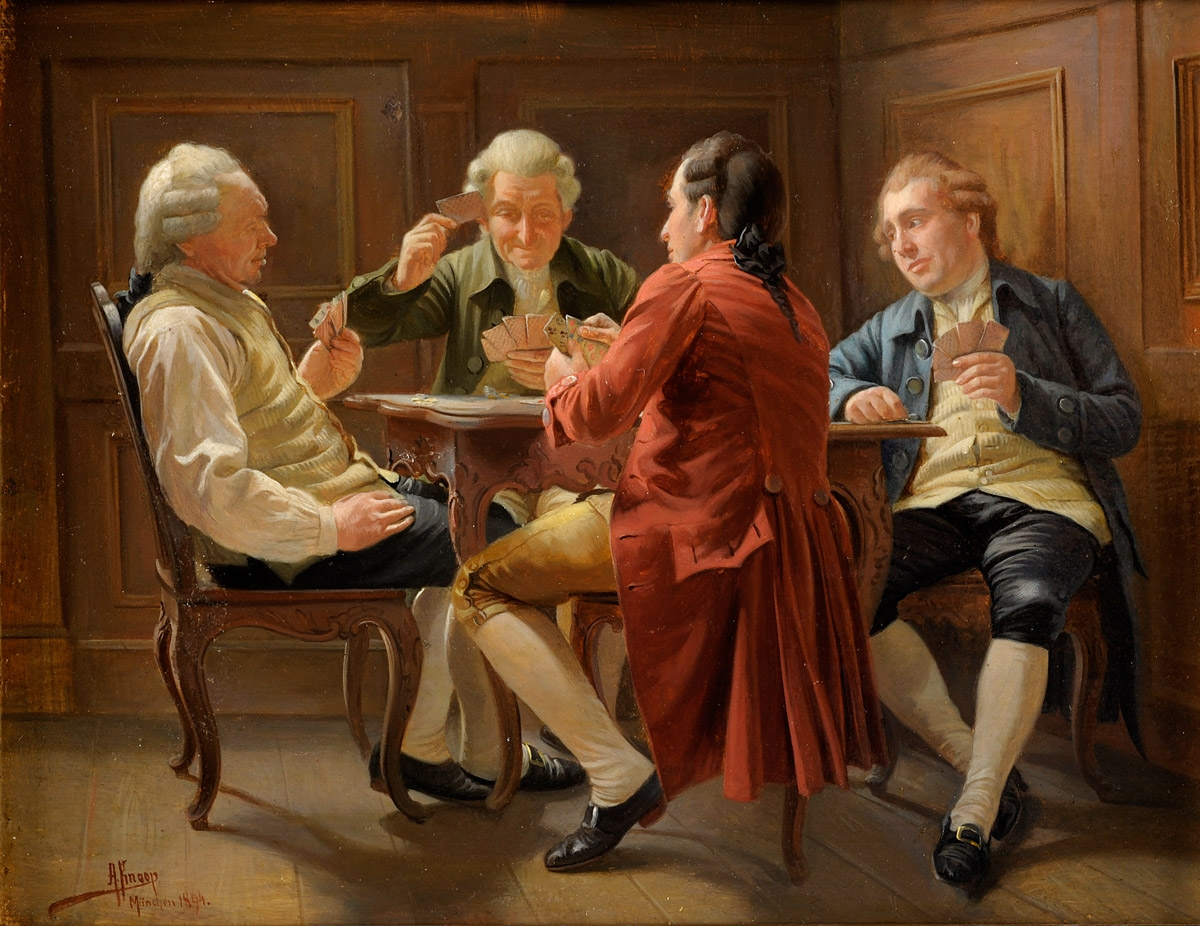
Die Kartenrunde, 1894
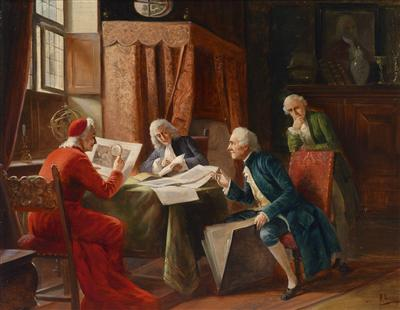
Die Kunstliebhaber
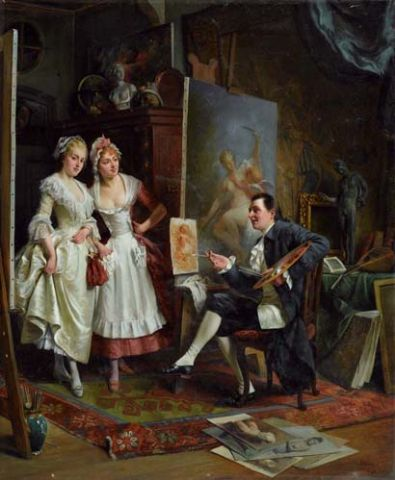
Im Atelier
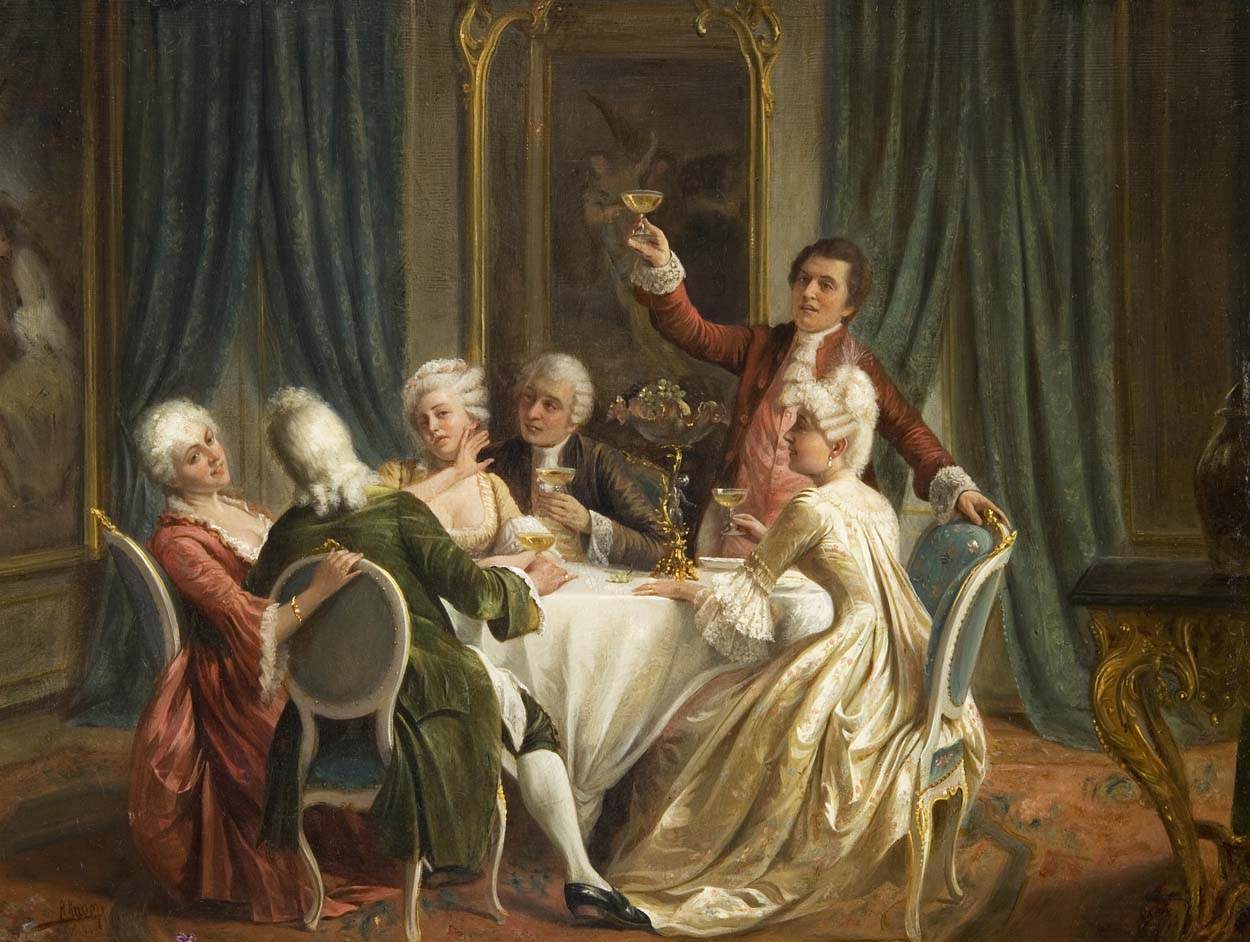
Der Trinkspruch
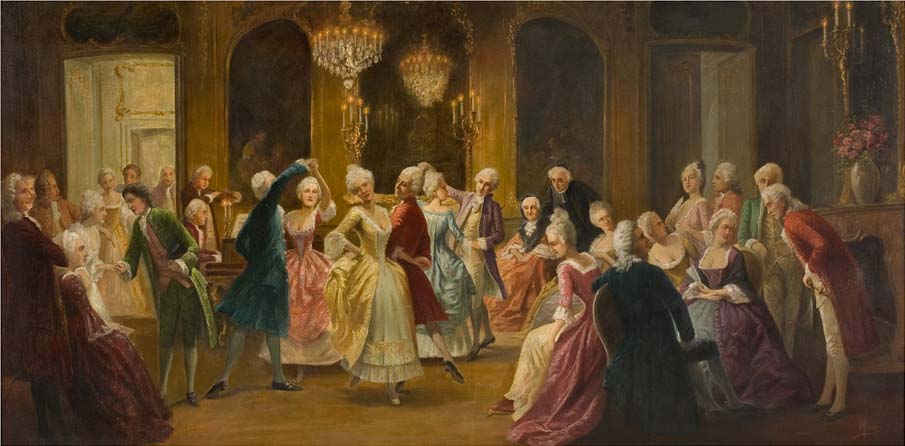
Ballszene
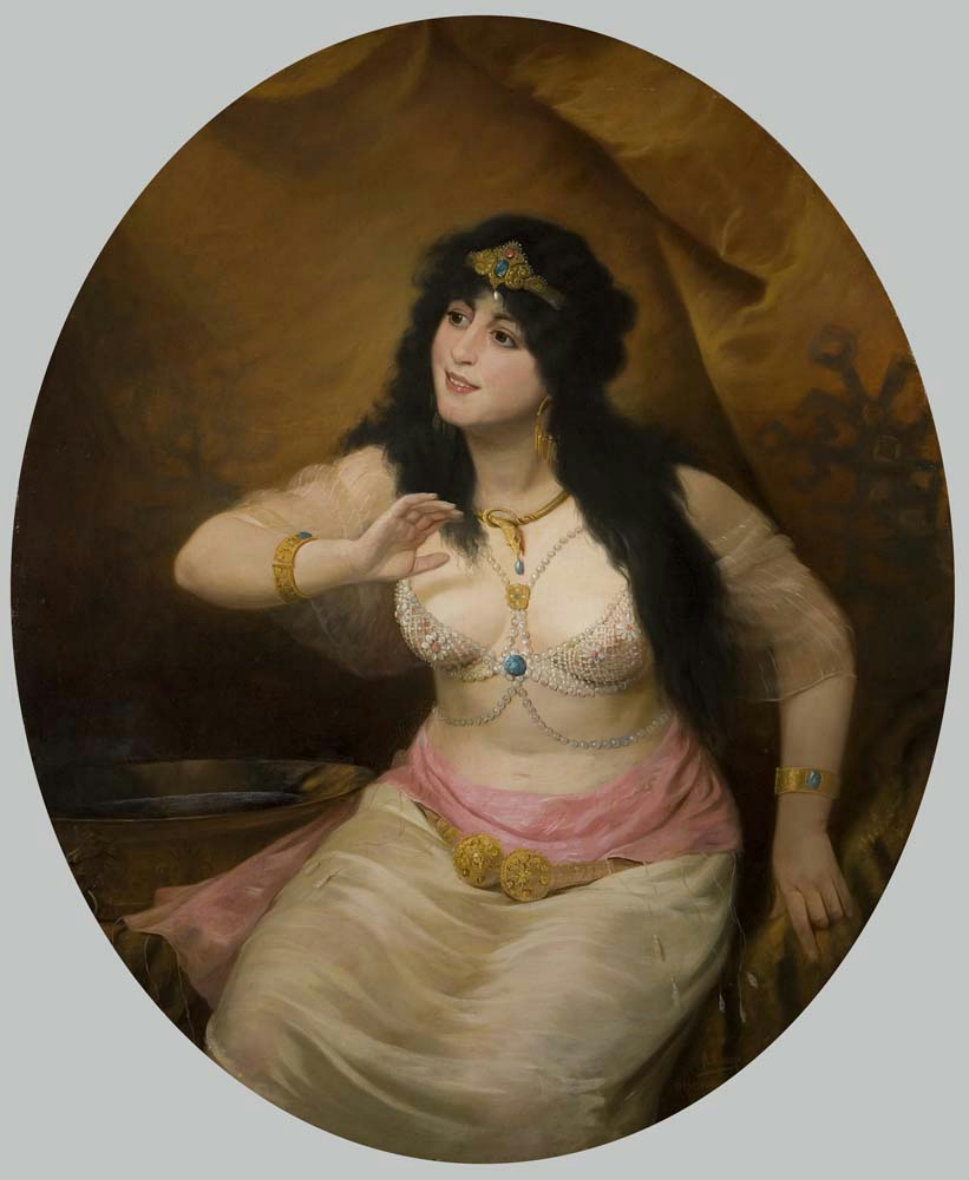
Orientalisches Mädchen, 1908